# Chusquea polyclados
Chusquea polyclados är en gräsart som beskrevs av Pilg.. Chusquea polyclados ingår i släktet Chusquea och familjen gräs.
Artens utbredningsområde är Peru. Inga underarter finns listade i Catalogue of Life.